# Saison 7 de Young Sheldon
 (mai 2024).
Si vous disposez d'ouvrages ou d'articles de référence ou si vous connaissez des sites web de qualité traitant du thème abordé ici, merci de compléter l'article en donnant les références utiles à sa vérifiabilité et en les liant à la section « Notes et références ».
Chronologie
Saison 6
La septième saison de Young Sheldon, série télévisée américaine, est diffusée à partir du 15 février 2024 sur CBS, aux États-Unis.

## Synopsis de la saison
Sheldon Cooper, jeune prodige vivant dans le Texas de l'Est, intègre l'université à l'âge de onze ans.

## Distribution

### Acteurs principaux
- Iain Armitage (VF : Tony Sanial) : Sheldon Cooper, âgé de 12 ans
- Zoe Perry (VF : Anne Tilloy) : Mary Cooper, la mère de Sheldon
- Lance Barber (VF : Éric Aubrahn) : George Cooper, Sr., le père de Sheldon
- Montana Jordan (VF : Victor Biavan) : George « Georgie » Cooper, Jr., le frère de Sheldon
- Raegan Revord (VF : Lior Chabat) : Melissa « Missy » Cooper, la sœur de Sheldon
- Jim Parsons (VF : Fabrice Fara) : Sheldon Cooper :voix adulte et narrateur et caméo (épisode 14)
- Annie Potts (VF : Blanche Ravalec) : Constance « Meemaw », la grand-mère de Sheldon
- Matt Hobby (VF : Matthieu Albertini) : le pasteur Jeff Hodgkins
- Emily Osment (VF : Camille Donda) : Mandy, la petite amie et mère de l'enfant de Georgie

### Acteurs récurrents
- Wallace Shawn (John Sturgis)
- Craig T. Nelson (Dale Ballard)
- Ed Begley Jr. (Grant Linkletter)
- Will Sasso (Jim McAllister)
- Rachel Bay Jones (Audrey McAllister)
- Melissa Peterman (Brenda Sparks)
- Wendie Malick (Linda Hagemeyer)
- Doc Farrow (Wayne Wilkins)
- Rex Linn (Principal Tom Peterson)

### Invités
- Mayim Bialik (VF : Vanina Pradier) : Amy Farrah Fowler (épisode 14)

## Production

### Attribution des rôles
Il est annoncé que Jim Parsons et Mayim Bialik reprendront leurs rôles respectifs de la trilogie The Big Bang Theory pour l'épisode final.

### Diffusions
- Aux États-Unis, elle est diffusée depuis le 15 février 2024 sur le réseau CBS.

## Liste des épisodes
1. Une demi-Wiener Schnitzel et des culottes dans un arbre (Half a Wiener Schnitzel and Underwear in a Tree)
2. Une roulette et un chien pianiste (A Roulette Wheel and a Piano Playing Dog)
3. Un strudel et un garçon américain sexy (A Strudel and a Hot American Boy Toy)
4. Des fourmis et un clin d'œil de tricheur (Ants on a Log and Cheating Winker)
5. Un monstre de Frankenstein et un homme d'église loufoque (A Frankenstein's Monster and a Crazy Church Guy)
6. Baptistes, catholiques et tentative de noyade (Baptists, Catholics and an Attempted Drowning)
7. Un vrai mariage et des cadavres dans le placard (A Proper Wedding and Skeletons in the Closet)
8. Un bracelet électronique et une horrible cabane en plastique (An Ankle Monitor and a Big Plastic Crap House)
9. Un article fantaisie et une bourse d'études pour un bébé (A Fancy Article and a Scholarship for a Baby)
10. Travail d'intérêt général et conseils à un jeune marié (Community Service and the Key to a Happy Marriage)
11. Un petit coup de bistouri et apprendre à des vieux singes à faire la grimace (A Little Snip and Teaching Old Dogs)
12. Une nouvelle maison et une torture Texane traditionnelle (A New Home and a Traditional Texas Torture)
13. Les funérailles (Funeral)
14. Mémoires (Memoir)

### Épisode 1:Une demi-Wiener Schnitzel et des culottes dans un arbre
- États-Unis /  Canada : 15 février 2024 sur CBS / CTV
- France : 12 octobre 2024 sur NRJ 12

- États-Unis : 7,99 millions de téléspectateurs[2] (première diffusion)

### Épisode 2:Une roulette et un chien pianiste
- États-Unis /  Canada : 22 février 2024 sur CBS / CTV
- France : 12 octobre 2024 sur NRJ 12

- États-Unis : 7,14 millions de téléspectateurs[3] (première diffusion)

### Épisode 3:Un strudel et un garçon américain sexy
- États-Unis /  Canada : 29 février 2024 sur CBS / CTV
- France : 19 octobre 2024 sur NRJ 12

- États-Unis : 7,10 millions de téléspectateurs[4] (première diffusion)

### Épisode 4:Des fourmis et un clin d'œil de tricheur
- États-Unis /  Canada : 7 mars 2024 sur CBS / CTV
- France : 19 octobre 2024 sur NRJ 12

- États-Unis : 6,82 millions de téléspectateurs[5] (première diffusion)

### Épisode 5:Un monstre de Frankenstein et un homme d'église loufoque
- États-Unis /  Canada : 14 mars 2024 sur CBS / CTV
- France : 19 octobre 2024 sur NRJ 12

- États-Unis : 6,52 millions de téléspectateurs[6] (première diffusion)

### Épisode 6:Baptistes, catholiques et tentative de noyade
- États-Unis /  Canada : 4 avril 2024 sur CBS / CTV
- France : 26 octobre 2024 sur NRJ 12

- États-Unis : 6,74 millions de téléspectateurs[7] (première diffusion)

### Épisode 7:Un vrai mariage et des cadavres dans le placard
- États-Unis /  Canada : 11 avril 2024 sur CBS / CTV
- France : 26 octobre 2024 sur NRJ 12

- États-Unis : 7,35 millions de téléspectateurs[8] (première diffusion)

### Épisode 8:Un bracelet électronique et une horrible cabane en plastique
- États-Unis /  Canada : 18 avril 2024 sur CBS / CTV
- France : 26 octobre 2024 sur NRJ 12

- États-Unis : 7,15 millions de téléspectateurs[9] (première diffusion)

### Épisode 9:Un article fantaisie et une bourse d'études pour un bébé
- États-Unis /  Canada : 25 avril 2024 sur CBS / CTV
- France : 2 novembre 2024 sur NRJ 12

- États-Unis : 6,86 millions de téléspectateurs[10] (première diffusion)

### Épisode 10:Travail d'intérêt général et conseils à un jeune marié
- États-Unis /  Canada : 2 mai 2024 sur CBS / CTV
- France : 2 novembre 2024 sur NRJ 12

- États-Unis : 7,17 millions de téléspectateurs[11] (première diffusion)

### Épisode 11:Un petit coup de bistouri et apprendre à des vieux singes à faire la grimace
- États-Unis /  Canada : 9 mai 2024 sur CBS / CTV
- France : 2 novembre 2024 sur NRJ 12

- États-Unis : 6,65 millions de téléspectateurs[12] (première diffusion)

### Épisode 12:Une nouvelle maison et une torture Texane traditionnelle
- États-Unis /  Canada : 9 mai 2024 sur CBS / CTV
- France : 9 novembre 2024 sur NRJ 12

- États-Unis : 6,82 millions de téléspectateurs[12] (première diffusion)

### Épisode 13:Les funérailles
- États-Unis /  Canada : 16 mai 2024 sur CBS / CTV
- France : 9 novembre 2024 sur NRJ 12

- États-Unis : 9,15 millions de téléspectateurs[13] (première diffusion)

### Épisode 14:Mémoires
- États-Unis /  Canada : 16 mai 2024 sur CBS / CTV
- France : 9 novembre 2024 sur NRJ 12

- États-Unis : 9,32 millions de téléspectateurs[13] (première diffusion)

- Mayim Bialik : Amy Farrah Fowler

- Jim Parsons et Mayim Bialik font un caméo en reprenant leurs personnages respectifs de la série The Big Bang Theory.
- La première diffusion de cet épisode final s'est faite un 16 mai, tout comme l'épisode final de The Big Bang Theory.